# Fleury-les-Aubrais
 Fleury-les-Aubrais  es una población y comuna francesa, situada en la región de Centro, departamento de Loiret, en el distrito de Orleans. Es el chef-lieu y mayor población del cantón de Fleury-les-Aubrais.

## Demografía
| 764                       | 772 | 927 | 908 | 1 003 | 1 054 | 1 032 | 1 151 | 1 109 | 1 155 | 1 146 | 1 222 | 1 302 | 1 393 | 1 666 | 1 733 | 1 961 | 2 134 | 2 351 | 2 887 | 4 503 | 5 043 | 6 016 | 6 818 | 6 321 | 8 521 | 10 756 | 13 180 | 16 842 | 19 758 | 20 673 | 20 690 | 21 359 |
| (Fuente: INSEE y Cassini) |     |     |     |       |       |       |       |       |       |       |       |       |       |       |       |       |       |       |       |       |       |       |       |       |       |        |        |        |        |        |        |        |

Forma parte de la aglomeración urbana de Orleans.

## Ciudades hermanadas
- Formia
- Gračanica